# عملیات نخشون

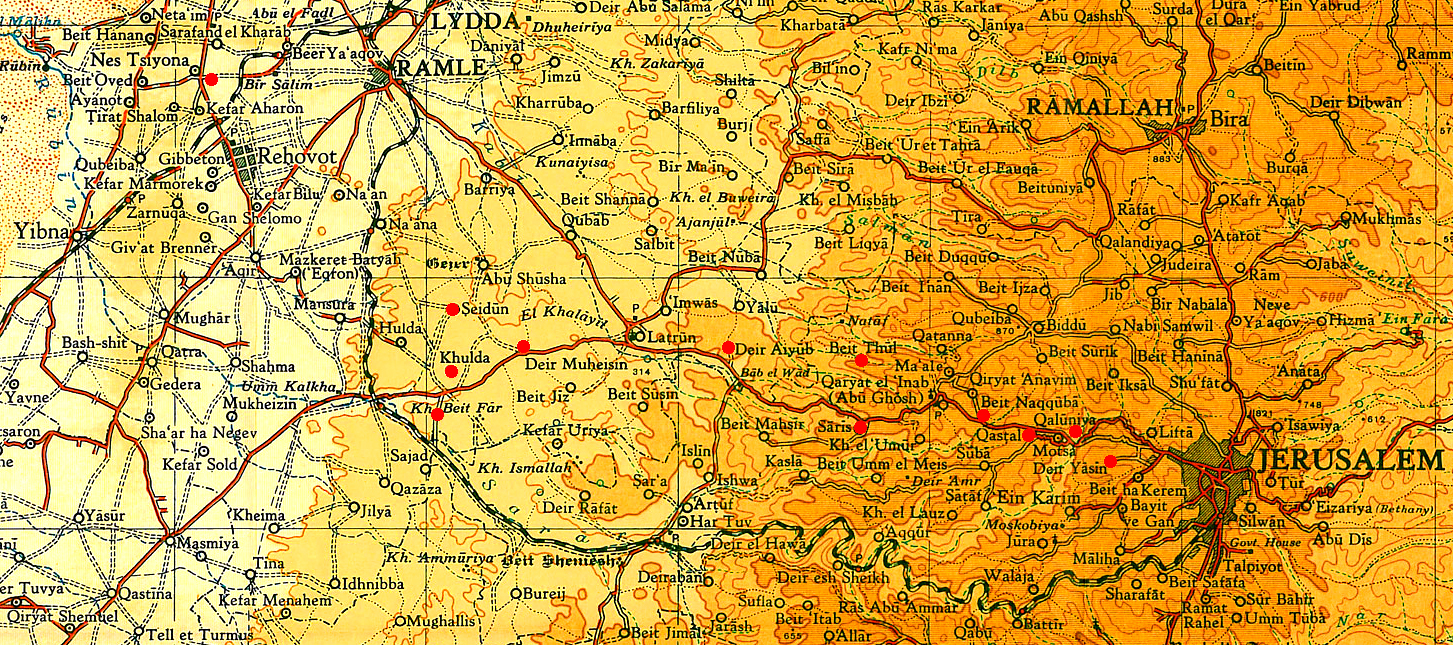
روستاهایی که در عملیات نخشون تصرف شدند

عملیات نخشون (عبری: מבצע נחשון‎ , میوتزا نهشون ; ۵–۱۶ آوریل ۱۹۴۸) عملیات نظامی هگانا در طول جنگ داخلی ۱۹۴۷–۱۹۴۸ و بخشی از نقشه دالت بود. هدف آن باز کردن جاده تل آویو - اورشلیم بود که توسط اعراب فلسطینی مسدود شده بود و موجب قطع دسترسی به اورشلیم و محاصرهٔ یهودیان این شهر شده بود. این عملیات همچنین به عنوان «عملیات کنترل جاده اورشلیم» شناخته می‌شد که به دنبال آن واحدهای شرکت کننده بعداً از هم جدا شدند و تیپ هارئیل را تشکیل دادند. تلاش‌های ناموفق برای بازپس‌گیری جاده منجر به ساخت یک کنارگذر موقت یعنی جاده برمه شد.
نخشون اولین عملیات بزرگ هگانا و اولین گام در نقشه دالت بود.  عملیات نخشون توسط تیپ ۸۴ گیواتی هگانا انجام شد که بعدها به عنوان تیپ هارئیل از پالماخ شناخته شد.

## زمینه
تا پایان مارس ۱۹۴۸، سپاهیان عبدالقادر حسینی از رسیدن کاروان‌های تدارکاتی به اورشلیم جلوگیری می‌کردند. شهر محاصره شد و جمعیت یهودی مجبور به پایبندی به سیستم جیره‌بندی شدند. در ۳۱ مارس یک کاروان یهودی ۶۰ وسیله نقلیه در خلدا در تله قرار گرفت و با از دست دادن پنج وسیله نقلیه و ۱۷ کشته مجبور به بازگشت شد. دیوید بن گوریون رهبر یه‌شو تصمیم گرفت عملیات نخشون را راه اندازی کند تا راهی به اورشلیم باز کند و تدارکاتی را برای ساکنان یهودی فراهم کند. اگرچه در ابتدا به عنوان عملیات یکباره در نظر گرفته شده بود، اما نخشون بعدها به اولین عملیات در نقشه دالت تبدیل شد.

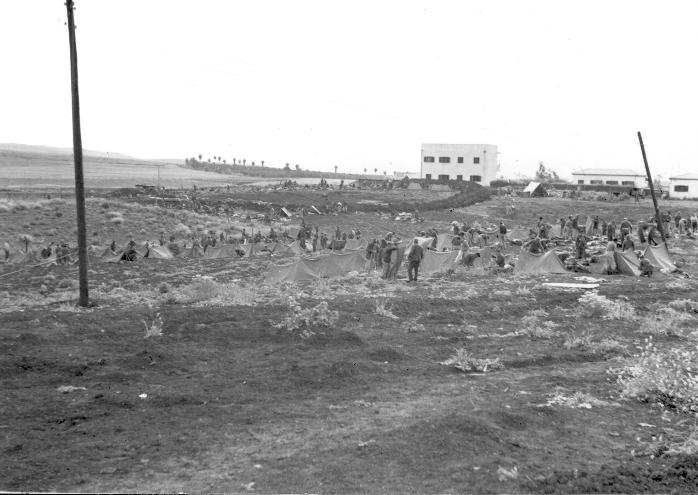
تجمع اعضای تیپ هارئیل در خلدا در آغاز عملیات نخشون

به گفته مورخ ایلان پاپ، «عملیات نخشون [...] اولین عملیاتی بود که در آن همه سازمان‌های مختلف نظامی یهودی تلاش کردند تا با هم به عنوان یک ارتش واحد عمل کنند [در نتیجه] زمینه برای شکل‌گیری نیروهای دفاعی آینده اسرائیل (IDF) فراهم شد.»

## عملیات

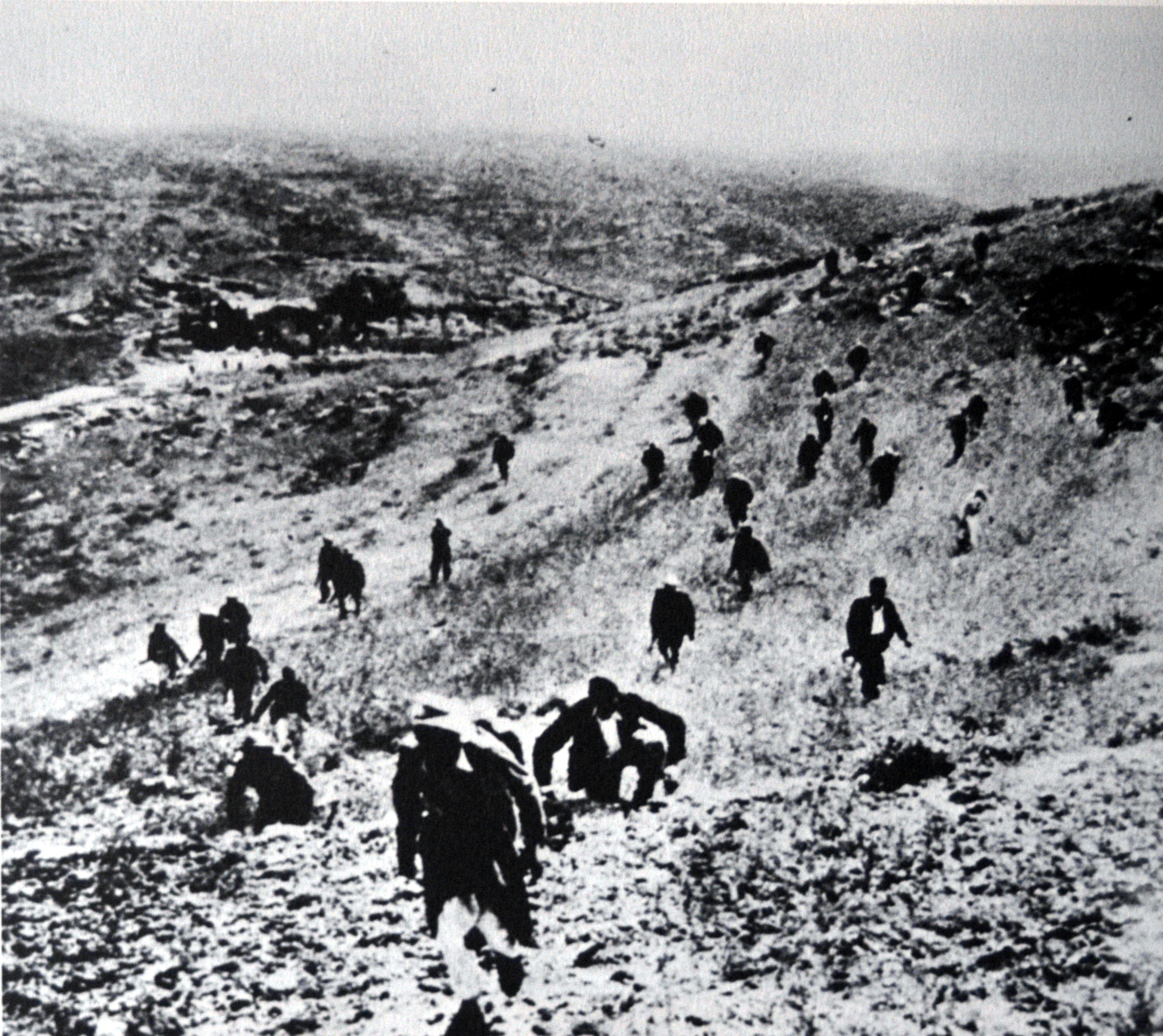
نیروهای نامنظم فلسطینی به فرماندهی عبدالقادر الحسینی در حال حرکت برای ضدحمله به مواضع هگانا در القسطال، ۷ تا ۸ آوریل ۱۹۴۸

نام این عملیات برگرفته از شخصیت انجیلی به نام «نهشون» گرفته شده بود که اولین کسی بود که هنگام فرار یهودیان از بردگی در مصر به دریای سرخ رفت. فرماندهی عملیات به عهده شیمون آویدان بود.
اولین دستورها در ۲ آوریل ۱۹۴۸ صادر شد. تلگرافی مبنی بر آغاز عملیات در ۵ آوریل منتشر شد و عملیات در همان شب آغاز شد. عملیات تا ۲۰ آوریل ادامه داشت. 1500 مرد از تیپ‌های گیواتی و هارئیل کنترل جاده اورشلیم را به دست گرفتند و به سه کاروان از چهار کاروان اجازه دادند تا به شهر برسند.
این عملیات یک موفقیت نظامی بود. تمام روستاهای عربی که مسیر را مسدود کرده بودند، یا تصرف شدند یا ویران شدند و نیروهای یهودی در تمام درگیری‌های خود پیروز شدند. با این وجود، همه اهداف عملیات محقق نشد، زیرا تنها ۱۸۰۰ تن از ۳۰۰۰ تن پیش‌بینی شده به شهر منتقل شد و همچنان دو ماه جیره‌بندی شدید باید در نظر گرفته می‌شد.
عبدالقادر الحسینی در شب ۷ تا ۸ آوریل در میانه نبردهایی که در القسطل در جریان بود کشته شد. از دست دادن رهبر کاریزماتیک فلسطین «استراتژی و سازماندهی اعراب در منطقه بیت‌المقدس را مختل کرد». جانشین او، امیل غوری، تاکتیک‌ها را تغییر داد: به‌جای کمین کردن در طول مسیر، یک سد بزرگ جاده‌ای در باب‌العود برپا کرد و در نتیجه اورشلیم بار دیگر منزوی شد.
در طول عملیات نخشون، هگانا می‌خواست به روستای استراتژیک ابو گوش حمله کند، اما با مخالفت گروه استرن که فرماندهان محلی آن با مختار روابط خوبی داشتند، مواجه شد.

## پیامدها
عملیات نخشون سازماندهی نظامی ضعیف گروه‌های شبه نظامی فلسطین را افشا کرد. آنها به دلیل کمبود تدارکات، به ویژه مواد غذایی و مهمات، قادر به حفظ درگیری‌هایی که بیش از چند ساعت با پایگاه‌های دائمی آنها فاصله داشت، نبودند.
در مواجهه با این وقایع، کمیته عالی عرب از آلن کانینگهام خواست تا اجازه بازگشت مفتی را بدهد. به اعتقاد آن‌ها وی تنها فردی است که قادر به اصلاح وضعیت است. مفتی علیرغم کسب اجازه به اورشلیم نرسید. کاهش اعتبار او راه را برای گسترش نفوذ ارتش آزادی‌بخش عرب و فوزی القاوقجی در منطقه اورشلیم باز کرد.
بین ۱۵ و ۲۰ آوریل، سه کاروان، در مجموع بیش از ۷۰۰ کامیون توانستند به اورشلیم برسند. اما اعراب بلافاصله پس از آن توانستند جاده را مسدود کنند. بنابراین عملیات نخشون با عملیات هارل و بلافاصله پس از آن عملیات یووسی دنبال شد. عملیات‌های بیشتر در منطقه اورشلیم، عملیات مکابی و عملیات کیلشون نیز در ماه مه انجام شد.